# Kovács Tamás (grafikus)
Kovács Tamás (Budapest, 1942. február 10. – Budapest, 1999. október 10.) Munkácsy Mihály-díjas magyar grafikus, a Széchenyi Irodalmi és Művészeti Akadémia tagja (1993) volt.

## Életpályája
Felsőfokú tanulmányokat folytatott a Magyar Képzőművészeti Főiskolán (1964–68), ahol mesterei Ék Sándor, Kádár György, Raszler Károly és Rozanits Tibor voltak. 1968-ban diplomázott a Főiskola grafika tanszakán. 1969 óta volt kiállító művész. Budapesten a Százados úti művésztelepen, 1977 és 1984 között a Makói Grafikai Művésztelepen alkotott. 1983 és 1987 között a budapesti Képző- és Iparművészeti Szakközépiskolában rajzot tanított.
Rendkívüli gazdag grafikai munkásságot fejtett ki, a rajztól a rézkarcon át a komputergrafikával bezárólag a grafika minden területén otthonosan működött. Témaválasztása igen gazdag, meséket (Mesék, Meseillusztráció), életképeket (Favágó, Vadászjelenet) művészettörténeti élményei által ihletett jeleneteket (Reneszánsz mulatság), fantasztikus lényeket (Faun, A Majom király története), magyar népi ünnepségeket (Busójárás), s nem mindennapi foglalkozásokat (Mutatványosok) elevenített meg lapjain. Tollrajzait repesztéses technikával vitte át rézkarcba, később heliogravűrre emlékeztető, fotómechanikus eljárással kombinált sokszorosító technikát alkalmazott. Lapjain megjelenik a játékosság és a finom irónia is. Az 1980-as években a fotográfiára épülő ofszetnyomtatás és litográfia segítségével keresett új témákat, köztük Apám hagyatéka. 1993-tól szatirikus hangvételű komputergrafikáival a magyar fogyasztói társadalmat jellemezte. Igen foglalkoztatott könyvillusztrátor volt, sokat tett a szép magyar könyvért. A Kondor Bélát követő grafikusnemzedék (Somogyi Győző, Szemethy Imre) jeles képviselője.

## Emlékezete
A kísérleti és komputergrafika témakörében a család és a Magyar Grafikáért Alapítvány 2000-ben Kovács Tamás-díjat alapított, amelyet először a XX. Jubileumi grafikai biennálén adtak át Miskolcon.

## Kiállítások (válogatás)[2]

### Egyéni
- 1972 • Stúdió Galéria, Budapest [Bikácsi Danielával]
- 1974 • TV Galéria, Budapest
- 1975 • Helikon Galéria, Budapest
- 1976 • Csepel Galéria, Budapest [Gajzágó Sándorral, Somogyi Győzővel]
- 1977 • Fészek Klub, Budapest • Mensch Galerie [Tulipán Lászlóval], Hamburg
- 1980 • Tendenz Galerie, Sindelfingen
- 1982 • Városi Könyvtár, Makó
- 1983 • Dunakeszi • Nagyatád
- 1984 • Erzsébetvárosi Galéria, Budapest
- 1992 • Országos Széchényi Könyvtár, Budapest
- 1998 • MOL Galéria, Szolnok
- 1999 • Horváth E. Galéria, Balassagyarmat
- 2001 • Balassi Könyvesbolt, Budapest (posztumusz)

### Csoportos
- 1974 • 11 Fiatal Képzőművészek kiállítása, Szent István Király Múzeum, Székesfehérvár
- 1975 • Stúdió '75, Ernst Múzeum, Budapest
- 1976 • Musée des Beaux-Arts, Le Havre
- 1977 • Ady-kép, Petőfi Irodalmi Múzeum, Budapest
- 1978 • Magyar Grafika, Magyar Nemzeti Galéria, Budapest • Berliner Stadtsbibliothek • Kulturhaus, Potsdam • Palazzo Strozzi, Firenze
- 1979 • Biennálé of Illustrations, Pozsony
- 1980 • Intergrafik '80, Berlin • Hungarian Graphics, Cultural and Community Unit Polytechnic of Central London, London
- 1981 • Zeitgenössische Grafik aus Ungarn, G. M., Hannover • Wärmlands M., Karlstad (SVE)
- 1982 • Graphik Art from Hungary, Bankside Gallery, London • Haus Derkum, Köln • Kulturfavoriten, Bécs • I. Országos Rajzbiennálé, Nógrádi Sándor Múzeum, Salgótarján • Makói Művésztelep kiállítása, Fészek Galéria, Budapest
- 1983 • Lírai Grafika, Óbuda Galéria, Budapest
- 1985 • Tabló, Bartók 32 Galéria, Budapest
- 1988 • IV. Országos Rajzbiennálé, Nógrádi Sándor Múzeum, Salgótarján
- 1996 • Széchenyi Művészeti Akadémia grafikai bemutatója, MTA Székház, Budapest
- 1997 • Mikszáth Pályázat, Petőfi Irodalmi Múzeum, Budapest • A Merics-gyűjtemény, Szent István Király Múzeum, Székesfehérvár.
- 2009 • Anno 1968, Művésztelepi Galéria (Ferenczy Múzeum), Szentendre[3]

## Művei közgyűjteményekben
- Kortárs Magyar Galéria (KMG), Dunaszerdahely
- Magyar Nemzeti Galéria, Budapest
- Petőfi Irodalmi Múzeum, Budapest
- Hopp Ferenc Kelet-ázsiai Múzeum Budapest

## Illusztrált könyveiből[4]
- A magyar könyvtárügy nagy alakjainak portré gyűjteménye / Kovács Tamás et. al. rézkarcai Budapest : Képcsarnok Vállalat, 1980. 10 t. fol. : rézkarc, fekete-fehér ; 57x40 cm
- Én fogom az aranyhalat / Tersánszky Józsi Jenő / Kovács Tamás rajzaival. Bratislava : Madách ; Budapest : Móra, 1981. 63 p. ill., színes
- Mátyás király és a százesztendős ember / összeáll. Sulyok Magda / Kovács Tamás rajzaival. Bratislava : Madách ; Budapest : Móra, 1983. 159 p. ill., színes
- Mildi meséi / ifj. Gaal Mózes ; Kovács Tamás rajzaival. Budapest : Minerva ; Bratislava : Madách, 1984. 177 p. ill.
- A császár új ruhája / Andersen ; Rab Zsuzsa fordítása ; Kovács Tamás illusztrációival. Budapest : Móra, 1985. [21] p. : ill., színes ; 15x20 cm
- A nagy Gilly Hopkins / Katherine Paterson ; ford. Göncz Árpád / Kovács Tamás rajz. Budapest : Móra, 1986. 167 p. : ill.
- Kis Vitéz Pajtás / Berze Nagy János ; grafika Kovács Tamás. [Budapest] : MTI Fotó, 1990 Budapest : ill., színes;

## Társasági tagság
- Magyar Grafikusok Szövetsége;
- Magyar Képzőművészek és Iparművészek Szövetsége;
- Rézkarcolók Munkácsy Mihály Alkotóközössége.

## Díjak, elismerések
- Szép Magyar Könyv nívódíj (1974, 1975, 1977, 1978);
- Kondor Béla-emlékérem és a IX. Grafikai Biennálé díja, Miskolc (1977);
- Kulturális Minisztérium fődíja (1978);
- BIB Aranyplakett, Pozsony (1979);
- A Magyar Népköztársaság Művészeti Alapjának díja (1980, 1981, 1982);
- Munkácsy Mihály-díj (1981);
- Mikszáth Pályázat I. díj (Petőfi Irodalmi Múzeumtól, 1997)